# Nutley, East Sussex
Nutley är en by i East Sussex i England. Byn är belägen 17,8 km 
från Lewes. Orten har 1 291 invånare (2015).